# Anne Pitoniak
Anne Pitoniak (Westfield (Massachusetts), 30 maart 1922 – Manhattan (New York), 22 april 2007) was een Amerikaanse actrice.

## Biografie
Pitoniak heeft gestudeerd aan de University of North Carolina in Greensboro (North Carolina).
Pitoniak was van 1950 tot en met 1968 getrouwd waaruit zij twee kinderen kreeg. Ze ontmoette haar man net na de Tweede Wereldoorlog in Japan waar hij als soldaat gelegerd was en zij daar als actrice op tournee was.
Ze overleed op 22 april 2007 aan de gevolgen van kanker in haar woonplaats Manhattan (New York).

## Filmografie

### Films
- 2002 Unfaithful – als oma
- 2000 The Opportunists – als tante Deidre
- 2000 Where the Money Is – als mrs. Tetlow
- 1998 Grace & Glorie – als Bernice Wallace
- 1997 A Thousand Acres – als Mary Livingstone
- 1997 Julian Pro – als mrs. Danforth
- 1996 The Christmas Tree – als moeder-overste Frances
- 1996 Bed of Roses – als oma Jean
- 1994 In the Best of Families: Marriage, Pride & Madness – als Nanna Newsom
- 1993 House of Cards – als rechter
- 1991 V.I. Warshawski – als dr. Lotty Herschel
- 1991 The Ballad of the Sad Cafe – als Mrs. McPhail
- 1989 No Place Like Home – als Opal
- 1989 Old Gringo – als mrs. Winslow
- 1988 The Wizard of Loneliness – als Cornelia
- 1987 Housekeeping – als tante Lily
- 1987 Hiding Out – als oma Jennie
- 1987 Best Seller – als mrs. Foster
- 1987 Sister, Sister – als mrs. Bettleheim
- 1986 Black Lights White Shadows – als ??
- 1986 Miracle of the Heart: A Boys Town Story – als Maggie Scott
- 1985 Agnes of God – als moeder van dr. Livingstone
- 1984 Old Enough – als Katherine
- 1984 A Doctor's Story – als grijze dame
- 1983 The Survivors – als Betty

### Televisieseries
Uitgezonderd eenmalige gastrollen.
- 2000 – 2002 Third Watch – als Irene Sullivan – 4 afl.
- 1984 After MASH – als Mildred Potter – 6 afl.

## Theaterwerk opBroadway
- 2002 – 2003 Imaginary Friends – als een vrouw
- 2001 – 2002 Dance of Death – als oude vrouw
- 2000 Uncle Vanya – als Marvina
- 1999 Amy's View – als Evelyn Thomas
- 1994 Picnic – als Helen Potts
- 1985 The Octette Bridge Club – als Martha
- 1983 – 1984 'Night Mother – als Thelma Cates

- Gemeinsame Normdatei: 1062047648
- International Standard Name Identifier: 0000 0000 4168 3726
- Library of Congress Control Number: no2001056725
- Nationale Bibliotheek van Israël: 987007355676505171
- Virtual International Authority File: 58733337
- WorldCat: E39PBJg4fXtjwyywtJJbVtFdwC